# Общокитайско събрание на народните представители
Общокитайското събрание на народните представители (на традиционен китайски: 全國人民代表大會, на опростен китайски: 全国人民代表大会, на пинин: Quánguó Rénmín Dàibiǎo Dàhuì, българска система: Чюен гуо жън мин дай бяо да хуей) или съкратено ОСНП (на китайски: 人大, на пинин: Réndà) е висшият законодателен орган (парламент) на Китайската народна република.
Съгласно конституцията на КНР Общокитайското събрание е най-висшият държавен орган в страната. В състава му влизат народни представители, избрани от провинциите, автономните региони, градовете на централно подчинение и въоръжените сили.
Всички народни представители във Всекитайското събрание се избират за срок от 5 години. При извънредни обстоятелства, при които е невъзможно провеждането на избори, се допуска отсрочка на избори на нови народни представители. Такова решение влиза в сила когато поне 2/3 от гласовете на членовете на Постоянния комитет на ОСНП гласуват „ЗА“.